# Canton de Riom-Ouest
Le canton de Riom-Ouest est une ancienne division administrative française du département du Puy-de-Dôme, en région Auvergne.

## Composition géographique
Le canton de Riom-Ouest, dont le chef-lieu est la commune de Riom, réunit les communes de :
- Châteaugay,
- Enval,
- Malauzat,
- Marsat,
- Mozac,
- Riom (fraction de commune ; la partie communale à l'ouest des rues du commerce et de l'horloge),
- Volvic.

## Histoire
En janvier 1790, en dehors de l'unique canton de Riom (scindé jusqu'en mars 2015 en Riom-Est et Riom-Ouest), il avait été institué un canton de Volvic regroupant également des communes du canton de Riom-Est ; il a été supprimé sous le Consulat en 1801.
Les redécoupages des arrondissements intervenus en 1926 et 1942 n'ont pas affecté le canton de Riom-Ouest.
Le canton a été supprimé en 2015 à la suite du redécoupage des cantons du Puy-de-Dôme, appliqué le 25 février 2014 par décret :
- Riom est le bureau centralisateur d'un canton unique ;
- les six autres communes intègrent le nouveau canton de Châtel-Guyon.

## Résultats des élections

### Élection partielle des 12 et 19 mars 2006
À la suite du décès de Pierre-Joël Bonté, une élection cantonale partielle se déroule les 12 et 19 mars 2006. Cinq candidats se présentent à sa succession :
- Dominique Bosse (PS) ;
- Gilles Bouty (adjoint au maire de Volvic, candidat commun LCR - PC faisant campagne sur la dynamique du non au référendum du 29 mai 2005) ;
- Michel Lepetit (maire de Mozac et premier vice-président de Riom-Communauté, sans étiquette mais soutenu par le bureau politique départemental de l'UMP) ;
- Catherine Mallick (UDF) ;
- Agnès Mollon (conseillère régionale et conseillère municipale de Riom, Les Verts).

#### Premier tour
Source : Ministère de l'Intérieur
|            | Nombre | % inscrits |
| ---------- | ------ | ---------- |
| Inscrits   | 16521  | 100,00     |
| Abstention | 9795   | 59, 29     |
| Votants    | 6726   | 40, 71     |

|                | Nombre | % votants |
| -------------- | ------ | --------- |
| Blancs et nuls | 178    | 2, 64     |
| Exprimés       | 6548   | 97, 36    |

| Candidat          | Parti                             | Voix | % exprimés |
| ----------------- | --------------------------------- | ---- | ---------- |
| Dominique Bosse   | PS                                | 2443 | 37, 31     |
| Gilles Bouty      | PC - LCR                          | 860  | 13, 13     |
| Michel Lepetit    | Sans étiquette, soutenu par l'UMP | 1871 | 28, 57     |
| Catherine Mallick | UDF                               | 951  | 14, 52     |
| Agnès Mollon      | Les Verts                         | 423  | 6, 46      |

#### Second tour
Source : Ministère de l'Intérieur
|            | Nombre | % inscrits |
| ---------- | ------ | ---------- |
| Inscrits   | 16522  | 100, 00    |
| Abstention | 9391   | 58, 59     |
| Votants    | 7131   | 41, 41     |

|                | Nombre | % votants |
| -------------- | ------ | --------- |
| Blancs et nuls | 290    | 4, 07     |
| Exprimés       | 6841   | 95, 93    |

| Candidat        | Parti                             | Voix | % exprimés |
| --------------- | --------------------------------- | ---- | ---------- |
| Dominique Bosse | PS                                | 4057 | 59, 3      |
| Michel Lepetit  | Sans étiquette, soutenu par l'UMP | 2784 | 40, 7      |

### Élection des 9 et 16 mars 2008
La conseillère générale socialiste sortante, Dominique Bosse, a effectué un court mandat de deux ans, en raison du décès de son prédécesseur. Elle se représente lors de ce scrutin normal, prévu nationalement dans la moitié des cantons (les autres étant renouvelables en mars 2011) en même temps que les élections municipales.
Trois candidats lui disputent la fonction :
- Jean-Paul  Barboiron (PCF, secrétaire de la cellule de Riom) ;
- Jean Caillaud (Divers gauche, maire d'Enval) ;
- Élizabeth Montfort (UMP, conseillère municipale d'opposition de Riom, conseillère régionale d'Auvergne (2004-2010), ancienne députée européenne de 1999 à 2004).

#### Second tour
Source : Ministère de l'Intérieur
|            | Nombre | % inscrits |
| ---------- | ------ | ---------- |
| Inscrits   | 17133  | 100,00     |
| Abstention | 8576   | 50,06      |
| Votants    | 8557   | 49,94      |

|                | Nombre | % votants |
| -------------- | ------ | --------- |
| Blancs et nuls | 186    | 2,17      |
| Exprimés       | 8371   | 97,83     |

| Candidat           | Parti         | Voix | % exprimés |
| ------------------ | ------------- | ---- | ---------- |
| Dominique Bosse    | PS            | 4779 | 57,09      |
| Jean Caillaud      | Divers gauche | 1080 | 12,90      |
| Élizabeth Montfort | UMP           | 2512 | 30,01      |

## Représentation

### Conseillers généraux de 1833 à 2015
| Période       | Période                 | Identité                                    | Étiquette             | Qualité |
| ------------- | ----------------------- | ------------------------------------------- | --------------------- | --- |
| 1833          | 1842                    | Jacques Godemel (1778-1860)                 |                       | Avocat, conseiller à la Cour Royale de Riom |
| 1842          | 1848                    | Amable Allemand (1773-1851)                 |                       | Avocat, conseiller d'arrondissement, président du Conseil général (1846-1848) Maire de Riom                                                                                          |
| 1848          | 1864                    | Charles Pierre Jean Joseph Boudet de Bardon |                       | Avocat |
| 1864          | 1871                    | Vicomte Casimir de La Vaissière de Lavergne |                       | Propriétaire Maire de Volvic |
| 1871          | 1877                    | Charles Boudet de Bardon                    | Droite                | Avocat, maire de Riom (1869-1876) |
| 1877          | 1889                    | Hippolyte Gomot                             | Républicain           | Magistrat, député (1881-1889), sénateur (1891-1927) Ministre (1885-1886) |
| 1889          | 1890 (annulation)       | Jean-Auguste Robert                         |                       | Avocat Maire de Riom (1889-1895) |
| 1890          | 1900 (démission)        | Adolphe Miomandre                           | Républicain           | Médecin à Volvic |
| 1900          | 1926 (décès)            | Lucien Bayle                                | Républicain puis Rad. | Maire de Châteaugay (1888-1926), conseiller d'arrondissement |
| 1926          | 1940                    | Raymond Grasset                             | Rad.                  | Médecin à Clermont-Ferrand Nommé membre de la Commission administrative départementale en 1941 Nommé conseiller départemental en 1942 Président du Conseil Départemental (1942-1945) |
|               |                         |                                             |                       | |
| 1945          | 1967 (décès)            | Michel Champleboux                          | SFIO                  | Ingénieur électricien Sénateur (1958-1967) Maire de Volvic |
| 23 avril 1967 | 1988                    | Edmond Vacant                               | SFIO puis PS          | Instituteur Député (1973-1986 et 1988-1993) Maire de Mozac (1965-1995) Conseiller régional Élu en 1992 dans le canton de Pionsat                                                     |
| 1988          | 18 janvier 2006 (décès) | Pierre-Joël Bonté                           | PS                    | Maire de Riom (1995-1998) Président du Conseil général du Puy-de-Dôme (1998-2004) Président du Conseil régional d'Auvergne (2004-2006)                                               |
| 2006          | 2015                    | Mme Dominique Bosse                         | PS                    | Pharmacienne retraitée |

### Conseillers d'arrondissement (de 1833 à 1940)
| Période                                  | Période | Identité                    | Étiquette   | Qualité |
| ---------------------------------------- | ------- | --------------------------- | ----------- | --- |
| 1833                                     | 1842    | Amable Allemand             |             | Avocat, bâtonnier de l'Ordre, conseiller municipal de Riom                                                  |
| 12 fév.1843                              | 1848    | Jacques-Claude Pougheon     |             | Notaire à Riom                                                                                              |
| 1848                                     | 1852    | Casimir de La Vaissière     |             | Propriétaire, adjoint au maire de Volvic                                                                    |
| 1852                                     | 1877    | Pierre-Claude Tailhand ainé |             | Juge au Tribunal civil de Riom                                                                              |
| 1877                                     | 1889    | François-Adolphe Miomandre  |             | Officier de santé à Volvic                                                                                  |
| 1889                                     | 1894    | Michel-Eugène Brosson       |             | Propriétaire à Volvic                                                                                       |
| 1894                                     | 1900    | Lucien Bayle                | Républicain | Maire de Châteaugay                                                                                         |
| 1900                                     | 1919    | Michel Fargheon-Desfarges   | Radical     | Maitre d'hôtel, adjoint au maire de Volvic                                                                  |
| 1919                                     | 1931    | Pierre Moity                |             | Médecin, maire de Volvic                                                                                    |
| 1931                                     | 1940    | Jean Charny                 | SFIO        | Adjoint au maire de Riom                                                                                    |
| 1940                                     |         |                             |             | Les conseils d'arrondissement ont été suspendus par la loi du 12 octobre 1940 et n'ont jamais été réactivés |
| Les données manquantes sont à compléter. |         |                             |             | |

## Démographie
| 1962 | 1968 | 1975 | 1982 | 1990   | 1999   | 2006   | 2011   | 2012   |
| ---- | ---- | ---- | ---- | ------ | ------ | ------ | ------ | ------ |
| -    | -    | -    | -    | 24 469 | 25 341 | 25 696 | 26 161 | 26 276 |